# Notiphila cinerea
Notiphila cinerea är en tvåvingeart som beskrevs av Fallen 1813. Notiphila cinerea ingår i släktet Notiphila och familjen vattenflugor. Arten är reproducerande i Sverige. Inga underarter finns listade i Catalogue of Life.